# (73700) von Kues
(73700) von Kues – planetoida z grupy pasa głównego asteroid okrążająca Słońce w ciągu 5 lat i 191 dni w średniej odległości 3,12 j.a. Została odkryta 5 października 1991 roku. Przed nadaniem nazwy planetoida nosiła oznaczenie tymczasowe (73700) 1991 TW4.